# Lindroos-Doppelstern
Lindroos-Doppelsterne sind visuelle Doppelsterne mit einem frühen Hauptreihenstern vom Spektraltyp B und einer späten Sekundärkomponente mit einem Spektraltyp F, G, K oder M.
Benannt wurden sie nach dem schwedischen Astronomen Peter Lindroos, welcher den ersten Katalog im Jahre 1986 zusammengestellt hat.
Bei den Lindroos-Doppelsternen ist vor allem die Sekundärkomponente von Interesse, da sich einige dieser Sterne in der sogenannten Post-T-Tauri-Stern (PTTS) Phase befinden. Eine Studie aus dem Jahr 2004 konnte 8 Kandidaten erhärten.
Da der ursprüngliche Lindroos-Katalog eine Sammlung visueller Doppelsterne ist, handelt es sich nicht bei allen Systemen um gravitativ gebundene Doppelsterne, sondern in einigen Fällen auch um optische Doppelsterne. Um das junge Alter der Sekundärkomponente zu bestätigen, ist es aber nötig, die gravitative Bindung der Doppelsterne zu zeigen, weil nur dann beide Komponenten mit hoher Wahrscheinlichkeit dasselbe Alter haben. Die primäre Komponente mit Spektraltyp B kann kein hohes Alter haben (< 150 Mio. Jahre), da sich diese Sterne bereits innerhalb weniger Millionen Jahre von der Hauptreihe weg entwickeln. Somit lässt sich bei gravitativ gebundenen Lindroos-Doppelsternen das Alter der Sekundärkomponente mit dem begrenzten Alter der Primärkomponente vergleichend abschätzen. 

## Beispiele für Doppelsterne nach Lindroos
- Regulus (HD 87901)